# Предсказање (филм из 2006)
Предсказање (енгл. The Omen) је амерички натприродни хорор филм из 2006. године, редитеља Џона Мура са Лијевом Шрајбером, Џулијом Стајлс, Мијом Фароу, Дејвидом Тјулисом и Мајклом Гамбоном у главним улогама. Пети је филм у серијалу Предсказање и римејк оригиналног филма из 1976. Централни лик је дечак по имену Демијан Торн, за кога се испоставља да је Антихрист.
Продукцијска кућа Твентит сенчури фокс премијерно је приказала филм 6. јуна 2006, чиме се алудирало на 666 (број Звери), који је један од битних елемената у филму. Осим тога, оригинални филм је такође објављен 6. јуна 1976. Иако је са зарадом од 120 милиона долара био велики комерцијални успех, филм је добио помешане и претежно негативне оцене. Критичари су га назвали бледом „кадар-по-кадар” копијом оригинала.

## Радња
Амерички дипломата Роберт Торн живи са својом женом Кетрин у Риму, где очекују рођење њиховог првог детета. На порођају долази до компликације и беба умире. Свештеник Спилето предлаже Торну да не каже својој жени да им је беба преминула, већ да усвоји дечака који се родио, док се Кетрин порађала, а његова мајка је умрла на порођају. Торн прихвата свештеников предлог и даје дечаку име Демијан.
Пет година касније, Торн је политички узнапредовао и након изненадне смрти америчког амбасадора у Уједињеном Краљевству, дошао је на његово место. Убрзо почињу да се дашавају стравичне смрти људима који су блиско повезани са његовом породицом. Једног дана, Торну у посету долази отац Бренан, који га упозорава да је дете које је усвојио заправо Антихрист...

## Улоге
| Глумац                 | Улога                     |
| ---------------------- | ------------------------- |
| Лијев Шрајбер          | Роберт Торн               |
| Џулија Стајлс          | Кетрин Торн               |
| Мија Фароу             | Вила Бејлок               |
| Дејвид Тјулис          | Кит Џенингс               |
| Шејмус Дејви-Фицпатрик | Демијан Торн              |
| Пит Послтвејт          | отац Бренан               |
| Мајкл Гамбон           | Карл Бугенхаген           |
| Ђовани Ломбардо Радиче | отац Спилето              |
| Пеђа Бјелац            | свештеник у опсерваторији |
| Харви Спенсер Стивенс  | репортер                  |